# 吳德純 (1874年)
吳德純（1874年5月14日—？年，同治十三年三月二十九日生），又名吳灝，字福鴻，號幼巖，別號恬叟。江蘇省常州府陽湖縣（今屬常州市）人，清朝、北洋政府時期教育家、航空官員。

## 生平
早年為陽湖縣縣學生。曾任武進三區聯合教育研究會會長、小學校校長，安徽陸軍將校講習所一等軍需官，北洋政府航空署主事、署理僉事，航空月報編纂所修校主任、庶務經理，中華航空協會幹事，天津益世報編輯。獲頒航空乙種獎章。

## 家族
吳德純為毗陵薛墅吳氏第十七世。
- 祖父：吳頤慶（1817年－1875年），附貢生。
- 祖母：武進芳渚章氏，章魯山次女。
- 父：吳杜（1844年－1875年），監生。
- 母：武進橫林徐氏（1844年－1891年），徐正蒼長女，敕封孺人。
- 妹：吳福珍，適武進戚墅堰潘氏，監生潘豪。

### 妻子
- 正室：楊菊芳（1875年－1910年），武進孟墅楊氏，楊志發三女。
- 繼室：史蘭貞（1885年－1933年），武進史氏，史久滌之女。

生有三子：
- 長子：吳葆棠，楊氏所生，早卒。
- 次子：吳葆椿（1904年－？年），楊氏所生，江蘇第二工業專門學校專門應用化學科畢業，陸軍砲兵少校，東三省兵工廠工務處二等處員。娶沈淑英，北京沈氏，沈欣甫三女，陸軍少將東三省兵工廠砲廠廠長沈崇基胞妹。
- 三子：吳葆松（1907年－1927年），楊氏所生，出嗣從弟吳漢章，江蘇第二工業專門學校高中畢業、專門應用化學科二年肄業。